# Rallye de Grande-Bretagne 1971
Le Rallye de Grande-Bretagne 1971 (27th Daily Mirror RAC Rally), disputé du 20 au 24 novembre 1971, est la seizième manche du Championnat international des marques (IRC) courue depuis 1970 et la neuvième et dernière manche du Championnat international des marques 1971.

## Classement général
| Pos | No | Pilote          | Copilote         | Voiture                | Temps           | Écart         | Groupe |
| --- | -- | --------------- | ---------------- | ---------------------- | --------------- | ------------- | ------ |
| 1   | 2  | Stig Blomqvist  | Arne Hertz       | Saab 96 V4             | 7 h 30 min 47 s |               | 2      |
| 2   | 3  | Björn Waldegård | Lars Nyström     | Porsche 911 S          | 7 h 30 min 47 s | + 3 min 13 s  | 4      |
| 3   | 24 | Carl Orrenius   | Lars Persson     | Saab 96 V4             | 7 h 40 min 01 s | + 9 min 14 s  | 2      |
| 4   | 12 | Hannu Mikkola   | Gunnar Palm      | Ford Escort RS1600     | 7 h 40 min 05 s | + 9 min 18 s  | 2      |
| 5   | 16 | Timo Mäkinen    | Henry Liddon     | Ford Escort RS1600     | 7 h 41 min 00 s | + 10 min 13 s | 2      |
| 6   | 7  | Simo Lampinen   | John Davenport   | Lancia Fulvia coupé HF | 7 h 45 min 16 s | + 14 min 29 s | 4      |
| 7   | 8  | Per Eklund      | Sölve Andreasson | Saab 96 V4             | 7 h 49 min 12 s | + 18 min 25 s | 2      |
| 8   | 1  | Harry Källström | Gunnar Häggbom   | Lancia Fulvia coupé HF | 7 h 52 min 47 s | + 22 min 00 s | 4      |
| 9   | 14 | Sandro Munari   | Mario Mannucci   | Lancia Fulvia coupé HF | 7 h 53 min 49 s | + 23 min 02 s | 4      |
| 10  | 44 | Seppo Utriainen | Klaus Lehto      | Saab 96 V4             | 7 h 54 min 07 s | + 23 min 20 s | 2      |